# 1796 en France
Chronologie de la France
- 1792
- 1793
- 1794
- 1795
- 1796
- 1797
- 1798
- 1799
- 1800

Cette page concerne l'année 1796 du calendrier grégorien.

## Événements
- Bonnes récoltes (1796, 1797, 1798). Baisse des prix et des revenus agricoles[1].
- Création de la Société des Amis de l’Ordre et de l’Institut Philanthropique, sociétés secrètes royalistes[2].

### Janvier
- 2 janvier : création du Ministère de la Police générale[3].
- 8 janvier (18 nivôse an IV)  :
  - deuxième amalgame de l'armée Française[4].
  - un arrêté du Directoire interdit aux orchestres des théâtres de jouer Le Réveil du peuple et leur ordonne d’interpréter Ça ira, la Marseillaise, le Chant du départ et Veillons au salut de l’Empire[5].
- 26 janvier, guerre de Vendée : Stofflet reprend les hostilités aux Mauges[6].

### Février
- 2 février : installation des douze municipalités de Paris, créées le 21 février 1795[7].
- 19 février (30 pluviôse an IV) : suppression des assignats[8].
- 25 février : pris par les républicains à Jallais, Stofflet est fusillé à Angers[6].
- 26 février (7 ventôse an IV) :
  - le directoire ordonne la fermeture des clubs démocratiques[9].
  - le chef Vendéen Jean-Nicolas Stofflet est fusillé à Angers[10].
- 27 février : fermeture du club du Panthéon[8].
- 2 mars : Napoléon Bonaparte est nommé commandant en chef de l'armée d'Italie[11].

### Mars
- 9 mars :
  - le général Bonaparte épouse Joséphine de Beauharnais, veuve du vicomte de Beauharnais[11].
  - loi relative au serment de haine à la royauté[12].
- 18 mars : création du mandat territorial, un nouveau billet mis en circulation sur la base de 30 francs d’assignat pour un franc mandat[7]. Le mandat peut s’échanger contre des biens nationaux. Les porteurs de mandat s’empressent de les transformer en terres et domaines : le mandat s’effondre en un an (il vaut alors 1 % de sa valeur d’émission).

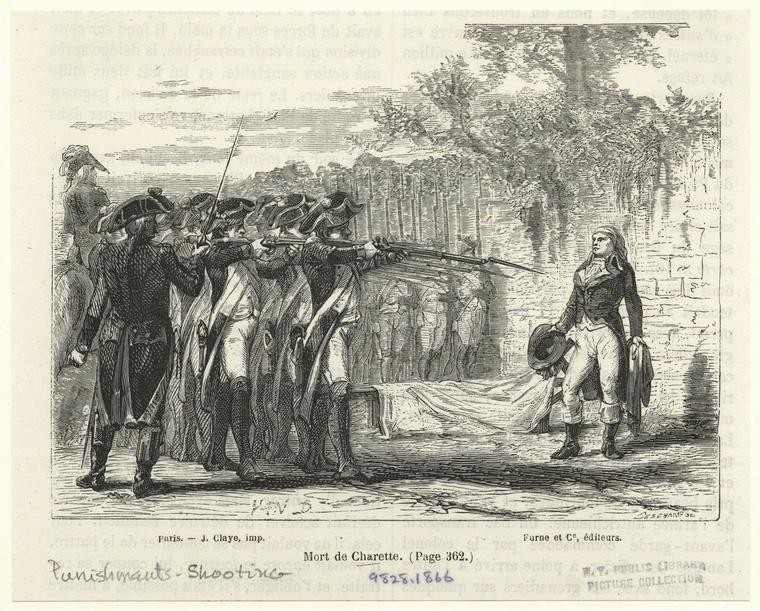
Exécution de Charette.

- 29 mars : Charette, pris à Saint-Sulpice le 23 mars, est fusillé à Nantes[7].

### Avril
- 2-9 avril : échec d'un mouvement contre-révolutionnaire et royaliste dans le Berry, mené par Phélippeaux[7]. Prise de Sancerre (2 avril). Le 9 avril le général Canuel reprend la ville évacuée par les royalistes puis les disperse à Sens-Beaujeu[13].

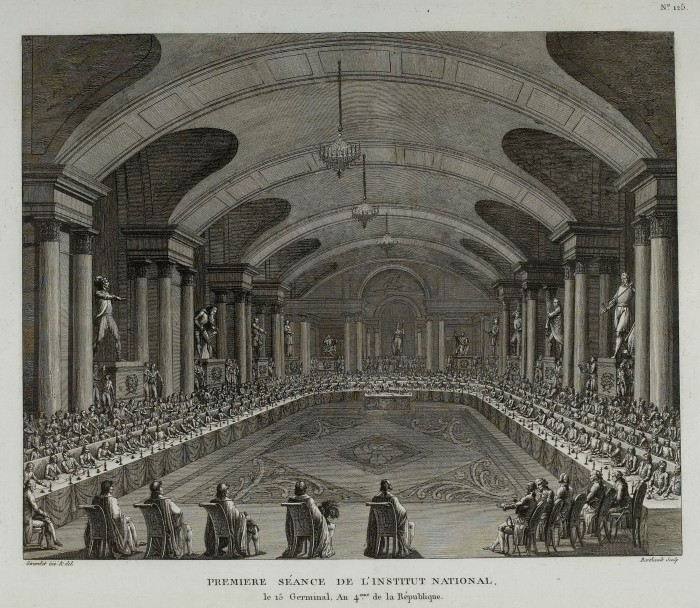
Première séance de l'Institut de France le 4 avril 1796,
(musée de la Révolution française).

- 4 avril : première séance de l'Institut de France[14].
- 11 avril : Bonaparte franchit le col de Cadibone ; début de la Campagne d'Italie (1796-1797)[11].
- 11-12 avril : victoire de Bonaparte à Montenotte sur les Autrichiens[7].
- 13-15 avril : victoires de Bonaparte à Millesimo et à Dego[11].
- 16 avril : loi du 27 Germinal an IV prononçant la peine de mort contre les « provocateurs à la royauté et au rétablissement de la constitution de 1793 et à la dissolution du Corps législatif ou du Directoire »[9].
- 21 avril : défaite de l'armée sarde à Mondovi par Bonaparte[11]
- 27-28 avril : affaire du courrier de Lyon ; attaque dans la nuit de la malleposte convoyant l'argent entre Paris et Lyon et mort de deux postillons[15].
- 28 avril : les Sardes demandent un armistice à Cherasco[11].

### Mai
- 10 mai :
  - arrestation des dirigeants de la Conjuration des Égaux (Babeuf, Buonarroti, Darthé, Maréchal)[8].
  - victoire de Bonaparte à Lodi sur les Autrichiens[7].
- 14 mai : prise de Milan par Masséna[7].
- 15 mai : traité de Paris : la Sardaigne (Maison de Savoie) cède la Savoie, le Comté de Nice et Tende à la France[7].
- 18 mai : les Britanniques sont chassés d'Ajaccio par le parti français[7].
- 21 mai : reprise des hostilités sur le Rhin[7].
- 24 mai : Autichamp, qui a pris la suite de Stofflet, dépose les armes[6].
- 29 mai : « fête de la Reconnaissance et des Victoires », fête républicaine[7].

### Juin
- 1er juin : défaite des Autrichiens sur la Sieg par Kléber[7].
- 4 juin : victoire de Kléber sur les Autrichiens à Altenkirchen[7].
- 19 juin : capitulation de Cadoudal à Vannes[6].
- 22 juin : Frotté quitte la Normandie pour gagner l’Angleterre[6]. Hoche achève la pacification de l’Ouest, qui rentre dans l’obéissance.
- 23 juin : armistice de Bologne accordé au Saint-Siège par Bonaparte[7].
- 24 juin : l'armée de Rhin-et-Moselle franchit le Rhin à Kehl sous les ordres de Moreau[7].
- 27 juin : occupation de Livourne[7].

### Juillet
- 5 juillet : bataille de Radstadt gagnée par Moreau sur l'archiduc Charles[7].
- 9 juillet : victoire française de Moreau sur l'archiduc Charles à Ettlingen ou Malsch[16].
- 10 juillet : victoire de Lefebvresur les Autrichiens au combat de Friedberg[17].
- 16 juillet :
  - le Directoire proclame solennellement la pacification de l’Ouest. Fin de la Guerre de Vendée[18].
  - l'armée de Sambre-et-Meuse, commandée par le général Jourdan, prend Francfort puis Wurtzbourg (25 juillet) et Bamberg (4 août)[7].
- 18 juillet : Gouvion-Saint-Cyr occupe Stuttgart[19].

### Août
- 3 août : victoire de Bonaparte à Lonato sur les Autrichiens[7].
- 5 août : 
  - traité de Berlin avec le roi de Prusse pour la neutralité du Nord de l'Allemagne[7].
  - victoire de Bonaparte à Castiglione[7].
- 8 août : occupation de Vérone par le général Sérurier, enlèvement des magasins ennemis[7].
- 11 août : victoire de Moreau à Neresheim sur l'archiduc Charles[7].
- 18 août : traité de San Ildefonso avec l'Espagne[20].
- 23 août : défaite de Bernadotte à Neumarkt en Bavière par l'archiduc Charles[7].
- 24 août : victoire de Moreau sur les Autrichiens à Friedberg[7].

### Septembre
- 3 septembre : défaite de Jourdan à Wurtzbourg par l'archiduc Charles[7].
- 3-4 septembre : victoire de Bonaparte à Roveredo[7].
- 5 septembre : occupation de Trente par Vaubois[7].
- 7 septembre : armistice de Pfaffenhofen entre la France et la Bavière[7].
- 8 septembre : victoire de Bonaparte à la bataille de Bassano[7].

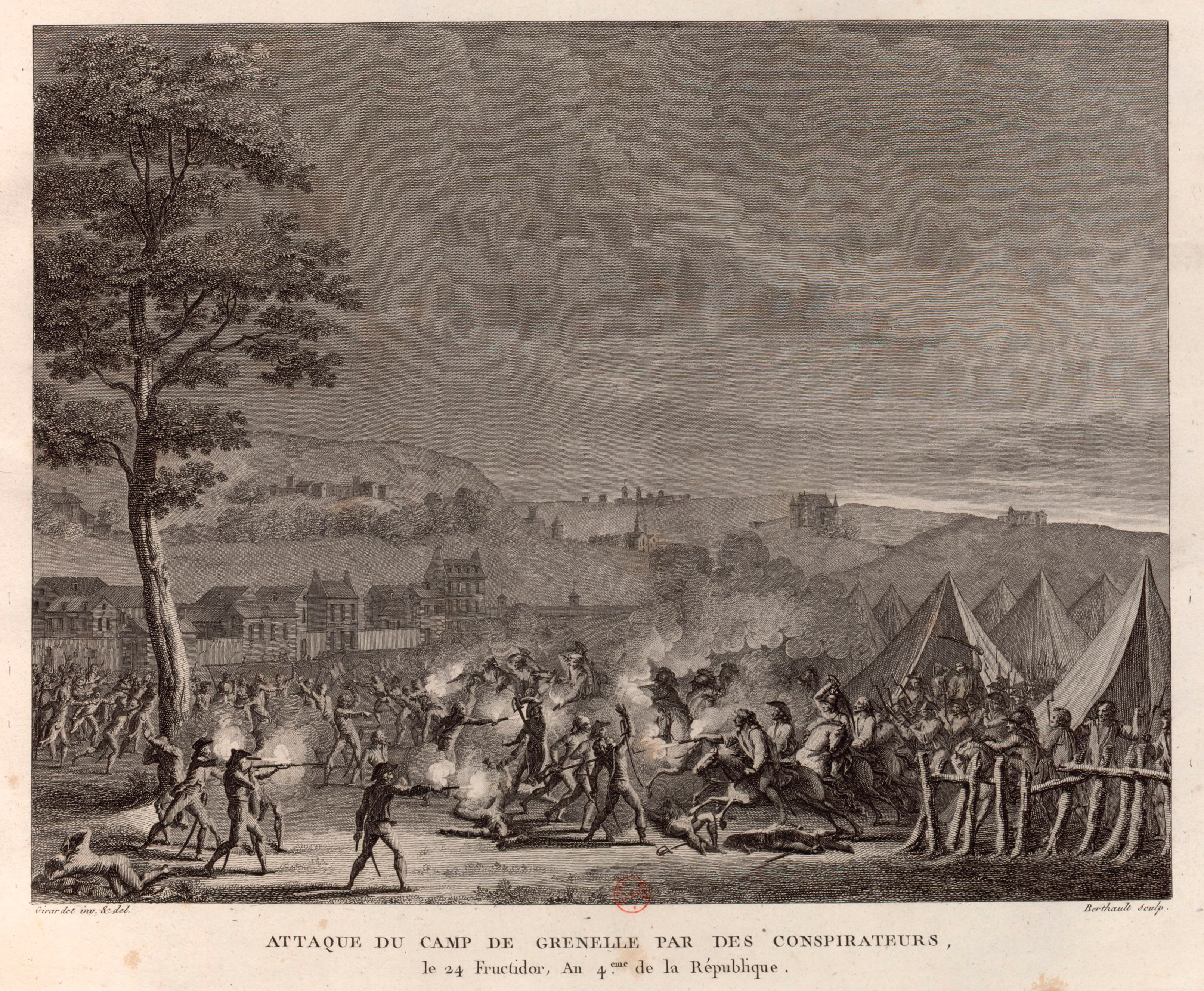
Attaque du camp de Grenelle par des conspirateurs : le 24 Fructidor, An 4.eme de la République.
Paris, BnF, département des estampes et de la photographie, 1802.

- 9 - 10 septembre : échec d’une tentative d’insurrection militaire au camp de Grenelle[7].
- 13 - 14 septembre : échec des Français à la Favorite et à Due-Castelli, près de Mantoue[7].
- 15 septembre : défaite des Autrichiens au combat de Saint-Georges[7].
- 16 - 17 septembre : combats de Giessen et de Limbourg[7].

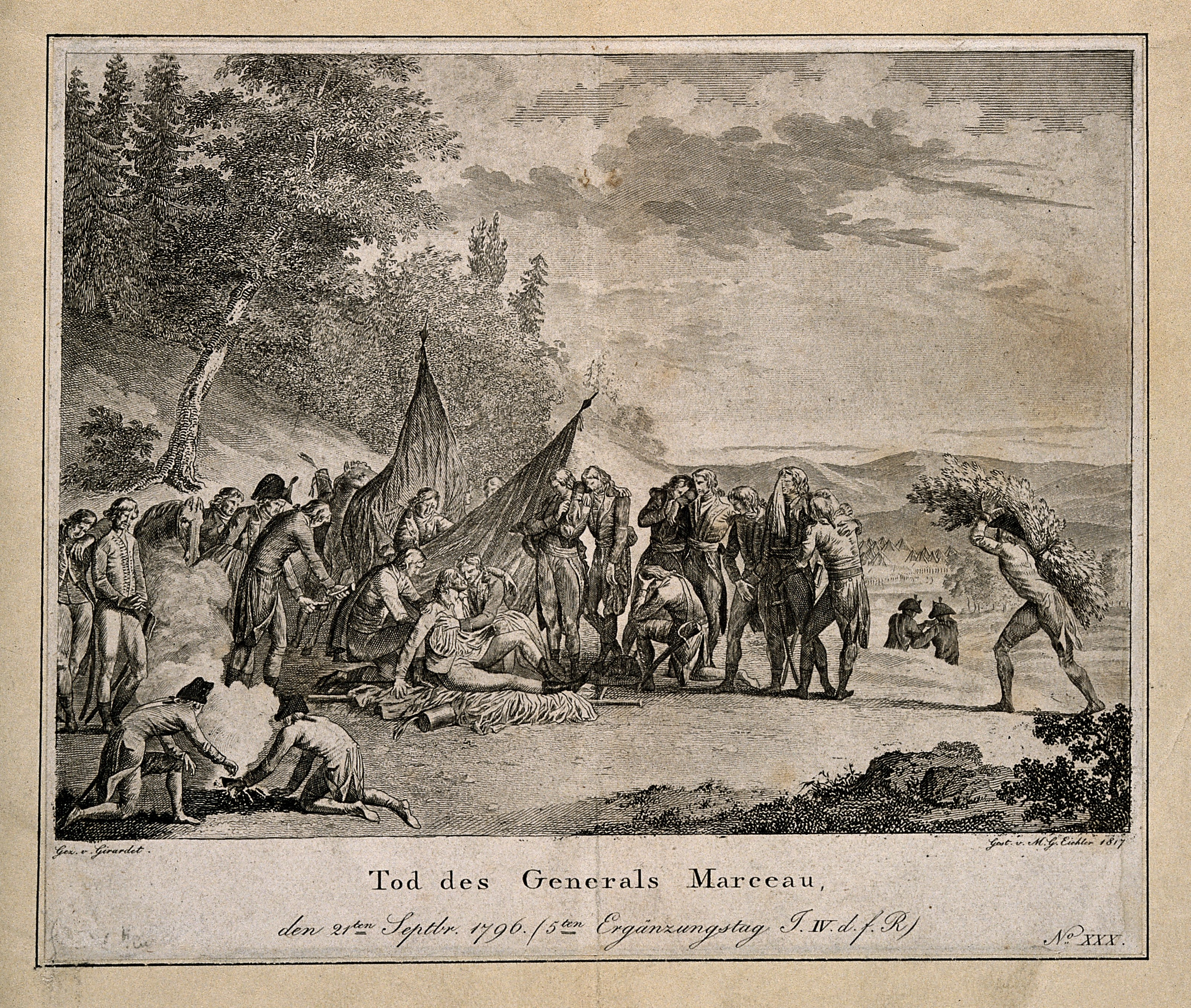
Mort de Marceau.

- 19 septembre : défaite des Français à Altenkirchen, où Marceau est mortellement blessé[7].

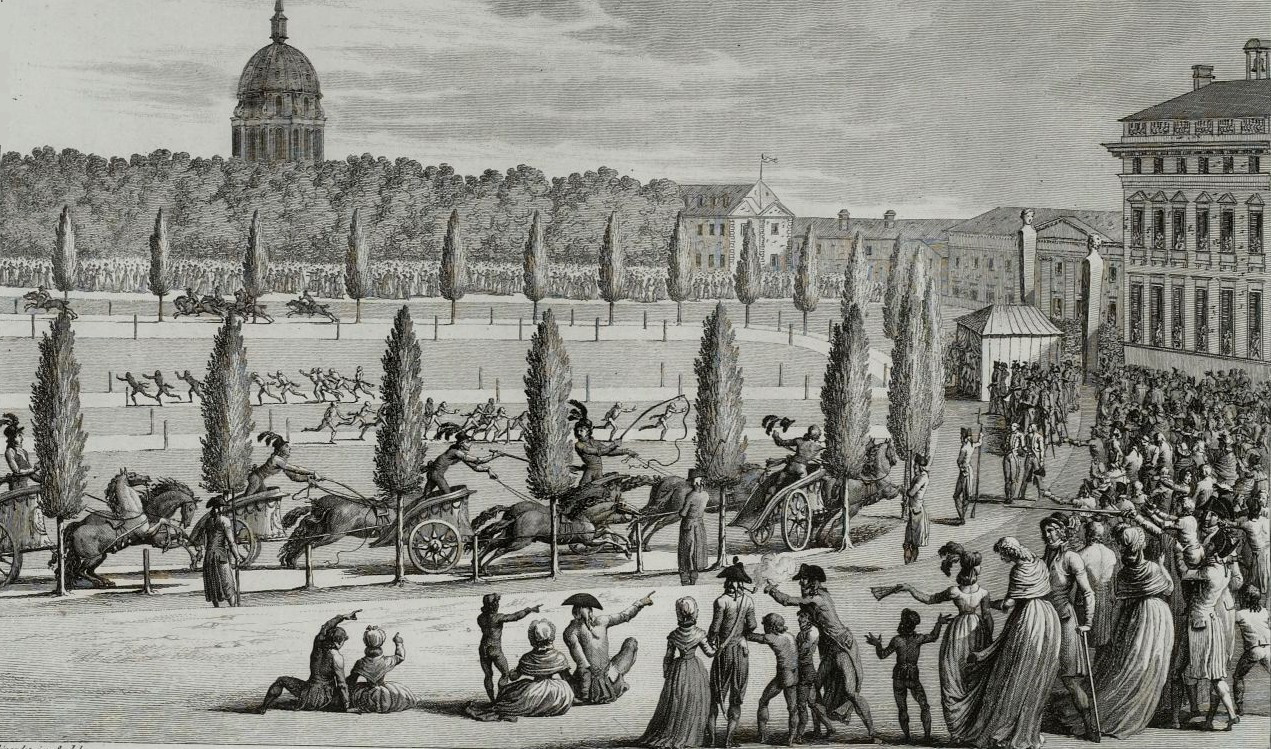
Olympiade de la République 1796, Musée de la Révolution française.

- 22 septembre : première olympiade de la République sur le Champ-de-Mars à Paris[21].

### Octobre
- 2 octobre : victoire de Moreau à Biberach[7].
- 8 octobre : l'Espagne déclare la guerre à la Grande-Bretagne[7].
- 10 octobre : traité de paix avec Ferdinand IV, roi des Deux-Siciles[7].
- 17 octobre : attentat contre Lazare Hoche[22].
- 22 octobre : soumission définitive de la Corse[7].

### Novembre
- 5 novembre : traité de paix de Paris entre la France et le duc de Parme[7].
- 15-17 novembre : victoire de Bonaparte à Arcole[7].

### Décembre
- 15 - 30 décembre : expédition d'Irlande. Une flotte partie de Brest le 15 décembre débarque partiellement le 24 dans la baie de Bantry mais doit se retirer avec de lourdes pertes face à la tempête[23].
- 17 décembre : Loi du 27 frimaire an V sur l'assistance des enfants abandonnés[24].